# Der Rasenmähermann
Der Rasenmähermann (Originaltitel: The Lawnmower Man) ist ein US-amerikanischer Science-Fiction-Film aus dem Jahre 1992 mit Jeff Fahey und Pierce Brosnan in den Hauptrollen. 1996 entstand eine Fortsetzung unter dem Titel Der Rasenmäher-Mann 2 – Beyond Cyberspace, jedoch mit anderen Produzenten und Schauspielern. Der Film startete am 23. Juli 1992 in den deutschen Kinos.
Das ursprüngliche Drehbuch wurde von Brett Leonard und Gimel Everett unter dem Titel Cyber God verfasst. Der englische Titel des Films The Lawnmower Man bezieht sich auf die 1970 veröffentlichte Kurzgeschichte Der Rasenmähermann von Stephen King. Das produzierende Filmstudio New Line Cinema besaß seiner Zeit die Filmrechte an Kings Kurzgeschichte und entschied, einige wenige Elemente in das Drehbuch einzuarbeiten. Frühe Fassungen des Films nannten King als Autor und im Titel (Stephen King's The Lawnmower Man), jedoch wich der Film so stark von der Originalgeschichte ab, dass King mehrfach auf die Entfernung seines Namens sowohl aus dem Titel als auch aus der Autorenliste klagte.

## Handlung
In einem eingezäunten und streng bewachten Forschungszentrum namens "Virtual Space Industries" (VSI) am Stadtrand leitet der Wissenschaftler Dr. Lawrence "Larry" Angelo für die US-Regierung zukunftsweisende Experimente zur kognitiven Leistungssteigerung. Mittels Drogen und künstlicher Realität soll der perfekte Soldat geschaffen werden. Einem Versuchstier, einem Schimpansen, gelingt es, aus dem Gehege zu entkommen, einem Wachmann den Dienstrevolver zu entreißen und damit mehrere Menschen zu töten. Auf der Flucht gelangt der Schimpanse, der eine futuristische silberne Rüstung mit Helm trägt, zur Hütte des einsiedlerischen und einfältigen Landschaftsgärtners Jobe Smith, der für die Kirchengemeinde von Pater Francis McKeen arbeitet und der den Affen, den er für die Comic-Figur Cyboman hält, bei sich versteckt. Beruflich mäht Jobe bei vielen Bürgern den grünenden Rasen, weshalb er in der Stadtbevölkerung als "Rasenmähermann" bekannt ist. Als jedoch ein Sondereinsatzkommando anrollt, wird das Tier von Scharfschützen erschossen. Aus Frustration über den gewaltsamen Tod seines wichtigen Versuchsaffens möchte Dr. Angelo seine Experimente unabhängig fortsetzen. Angelo bietet dem geistig zurückgebliebenen Gärtnergehilfen Jobe an, ihm computergestützten Unterricht in grundlegenden Wissensgebieten wie Philosophie, Mathematik und Kunstgeschichte zu geben. Vermittelt über das Aufsetzen einer VR-Brille. Durch psychotropische Substanzen und virtuelle Realität gelingt es innerhalb kürzester Zeit, die geistigen Fähigkeiten Jobes zu steigern. Dr. Angelo kehrt in seine Forschungseinrichtung zurück, um die Experimente mit Jobe fortzuführen.
Jobe entwickelt telekinetische sowie telepathische Fähigkeiten und lernt unglaublich schnell, jedoch teilen Angelos Sponsoren nicht dessen Vorstellungen im Hinblick auf die praktische Verwendung der erzielten Forschungsergebnisse: Während seine skrupellosen Geldgeber eine Nutzung der neuen Technologie im militärischen Verteidigungswesen verlangen, möchte Wissenschaftler Dr. Lawrence Angelo dagegen auf friedvolle Weise damit das Bewusstsein der Menschheit weiterentwickeln, als Fortschritt der Zivilisation. Hinter dem Rücken von Dr. Angelo setzen die Leiter des Forschungszentrums "Virtual Space Industries" die Experimente an Versuchsperson Jobe Smith mit jenen flüssigen Medikamenten fort, die zuvor schon die Versuchsschimpansen in aggressive Kreaturen gewandelt hatten. Mit katastrophalen Folgen: Bei einer Sitzung im geänderten Programm wird Jobe beinahe getötet, woraufhin Angelo die Experimente abbricht. Jedoch wird Jobe wie die Primaten vor ihm aggressiv und löscht beim nicht überwachten Cybersex mit der mannstollen Frau Marnie Burke, die Jobe während seiner Arbeit als Landschaftsgärtner kennenlernte, im Experimentalaufbau aus Versehen das Bewusstsein seiner Geliebten Marnie aus. Durch seine neu gewonnenen Geisteskräfte kann Rasenmähermann Jobe die Gedanken seiner Mitmenschen hören und deren Willen per Telepathie manipulieren.
Jobe setzt die Behandlung schließlich auf eigene Faust fort, während Dr. Angelo bei einer Konferenz mit den Geldgebern erfährt, dass die Substanzen vertauscht wurden. In einem Wutanfall erklärt dieser, dass die andere Formel bei Tieren so starke Aggressionen auslöste, dass sie sich in Stücke gerissen hätten. Nun ist ihm klar, warum Jobe die Menschen, die ihn und seinen Freund schlecht behandelten, getötet hat. Angelo will Jobe zur Rede stellen, woraufhin dieser ihn fesselt und von seinem Plan berichtet, sich in den Cyberspace zu laden, und auf den Weg ins Labor begibt. Der Doktor kann sich mithilfe von Jobes Freund Peter befreien und macht sich ebenfalls auf den Weg zum Labor, um Jobe aufzuhalten und die Anlage zu zerstören. Angelo kann Jobe nicht aufhalten, schafft es aber, dessen Menschlichkeit zu wecken, woraufhin Jobe den Doktor gehen lässt, um Peter zu retten, als das Labor im Begriff ist zu explodieren. Jobe selbst kann sich, trotz des Versuchs des Doktors, ihn aufzuhalten, in letzter Minute in den Cyberspace laden. Über ein rund um die Welt gespanntes Netzwerk digitaler Kanäle, in denen der entmaterialisierte Jobe als übernatürliches virtuelles Wesen weiterexistiert, lässt Jobe sämtliche Telefone auf der Erde zur gleichen Zeit klingeln.

## Kritik
„Computertechnik von morgen, Erzähltechnik von gestern. Was Hollywood nur an passenden Handlungskomponenten bereitstellt, Brett Leonhard setzt es uns vor, zerstückelt in handliche Bits. Vom sadistischen Priester über Comic-Elemente bis zum Allheilmittel des mad scientist, der großen Explosion, plündert er die Filmgeschichte. Sehenswert dagegen sind wenigstens die Sequenzen der Computeranimation, die einen Eindruck von der virtuellen Realität geben sollen.“

„Moderne ‚Frankenstein‘-Version, die durch Computergrafiken neue Seherlebnisse zu vermitteln versucht. Sie scheitert sowohl an der visuellen Unzulänglichkeit als auch an der naiven und uninspirierten Regie.“

## Auszeichnungen
- Der Film wurde 1992 in den Kategorien Bester Science-fiction Film und  Beste Spezialeffekte für den Saturn Award nominiert, erhielt jedoch keine Auszeichnungen.

## Sonstiges
- Der Director’s Cut auf DVD ist 40 Minuten länger als die Kinofassung.
- Es gibt ein gleichnamiges Computerspiel von The Sales Curve und THQ für DOS, Game Boy, Sega Mega Drive, Sega Mega-CD und SNES.
- Der Film hat sehr wenig mit der Kurzgeschichte zu tun, weswegen Stephen King sogar gegen die Verwendung seines Namens klagte. Die Handlung in der Kurzgeschichte: Harold Parkette beauftragt einen professionellen Rasenmähermann, seinen verwahrlosten Garten zu retten. Der Rasenmähermann, so findet Harold zu seinem Entsetzen heraus, kriecht nackt hinter dem von selbst fahrenden Rasenmäher her und isst das frisch geschnittene Gras. Harold kommt auf die fatale Idee, die Polizei zu rufen. Diese Geschichte wurde auch als Comic vermarktet (Reihe Bizarre Adventures).
- An der Komposition des Filmsoundtracks war der deutschstämmige Komponist Jürgen Bräuninger beteiligt.
- Als die Versuchsperson Jobe Smith im Labor auf dem Stuhl Platz nimmt und sich auf dem Computer eine Lektion über die Geschichte der Zivilisation anschaut, erscheinen auf dem Bildschirm ausschnitthaft die Gemälde Sternennacht von Vincent van Gogh von 1889 und Die Erschaffung Adams von Michelangelo aus dem frühen 16. Jahrhundert.
- Im Jahr 1987 drehte der Regisseur und Produzent James Gonis mit dem Drehbuchautor Michael De Luca bereits einen rund 12-minütigen Kurzfilm mit dem Titel The Lawnmower Man als werktreue Adaption der gleichnamigen Kurzgeschichte von Stephen King.